# 新吉野車站
新吉野車站（日语：／ Shin-yoshino eki */?）是位於北海道十勝郡浦幌町字吉野的北海道旅客鐵道（JR北海道）根室本線的鐵路車站。車站編號為K39。電報略號為シヨ。
由於當初的車站名稱「下頃部」難以讀出，因此轉為使用在附近生長、與吉野櫻相似的山櫻為新車站名稱。

## 歷史
- 1910年1月7日：國有鐵道下頃部車站（したころべえき）開始營業。為一般車站[1]。
- 1942年4月1日：改稱為新吉野車站。
- 1983年5月20日：廢除貨物處理。
- 1984年：

- 2月1日：廢除行李處理。
- 12月1日：無人車站（簡易委託車站）化。

- 1987年4月1日：國鐵分割民營化後，由JR北海道繼承。
- 1992年4月1日：廢除簡易委託，車站完全無人化。

## 車站構造
- 新吉野車站為擁有單式及島式月台、2面3線的地面車站。上行列車（往豐頃、池田、帶廣方向）在1號線，下行列車（往浦幌、白糠、釧路方向）在2號線行駛。而3號線則供待避列車使用。
- 在月台之間設置了平交道。
- 為無人車站。

## 車站周邊
車站周圍為吉野、共榮的村落。
- 國道38號
- 池田警察署吉野派出所
- 吉野郵政局
- 十勝巴士、釧路巴士「吉野」站

## 相鄰車站
北海道旅客鐵道（JR北海道）
■根室本線
豐頃（K38）－新吉野（K39）－浦幌（K40）

## 外部連結
- （日語）JR北海道 – 新吉野車站 （页面存档备份，存于）
- （日語）新吉野車站 （页面存档备份，存于）
- （日語）全驛參觀之旅 （页面存档备份，存于）

1. ↑  日本《官報》第7952號「鐵道院告示第92號」，大藏省印刷局：1909年12月24日，第691頁。（國立國會圖書館數碼化收藏）